# Citaredo
Citaredo (grego: kitharaoidós) era o cantor que se acompanhava com uma cítara  - espécie de Lira cujo número de cordas foi aumentado, inicialmente, de quatro para sete, e mais tarde, de sete para nove.
Esse último aumento do número de cordas era atribuído ao mitológico Orfeu que, desse modo, teria pretendido homenagear as nove Musas.